# جائزة كندا الكبرى 1996
جائزة كندا الكبرى 1996 هو سباق فورمولا 1 أقيم بتاريخ 16 يونيو 1996 في حلبة جيل فيلنوف، مونتريال، كندا. كان الثامن من أصل 16 في بطولة العالم لسباقات الفورمولا واحد موسم 1996. حلّ البريطاني دايمون هيل أولا بينما جاء الكندي جاك فيلنوف في المركز الثاني وحصل على المركز الثالث الفرنسي جان إليزي.